# Eutrichocheles
Eutrichocheles är ett släkte av kräftdjur. Eutrichocheles ingår i familjen Axiidae.
Kladogram enligt Catalogue of Life:
| Eutrichocheles | \| \| Eutrichocheles brocki \| \| \| \| \| \| Eutrichocheles modestus \| \| \| \| |
|                | \| \| Eutrichocheles brocki \| \| \| \| \| \| Eutrichocheles modestus \| \| \| \| |
|                | Acanthaxius                                                                       |
|                |                                                                                   |
|                | Allaxius                                                                          |
|                |                                                                                   |
|                | Anophthalmaxius                                                                   |
|                |                                                                                   |
|                | Axiopsis                                                                          |
|                |                                                                                   |
|                | Axiorygma                                                                         |
|                |                                                                                   |
|                | Axius                                                                             |
|                |                                                                                   |
|                | Bouvieraxius                                                                      |
|                |                                                                                   |
|                | Calaxius                                                                          |
|                |                                                                                   |
|                | Calocarides                                                                       |
|                |                                                                                   |
|                | Coralaxius                                                                        |
|                |                                                                                   |
|                | Dorphinaxius                                                                      |
|                |                                                                                   |
|                | Eiconaxius                                                                        |
|                |                                                                                   |
|                | Marianaxius                                                                       |
|                |                                                                                   |
|                | Neaxiopsis                                                                        |
|                |                                                                                   |
|                | Neaxius                                                                           |
|                |                                                                                   |
|                | Oxyrhynchaxius                                                                    |
|                |                                                                                   |
|                | Parascytoleptus                                                                   |
|                |                                                                                   |
|                | Paraxiopsis                                                                       |
|                |                                                                                   |
|                | Paraxius                                                                          |
|                |                                                                                   |
|                | Platyaxius                                                                        |
|                |                                                                                   |
|                | Scytoleptus                                                                       |
|                |                                                                                   |
|                | Spongiaxius                                                                       |
|                |                                                                                   |
|                | Eutrichocheles brocki                                                             |
|                |                                                                                   |
|                | Eutrichocheles modestus                                                           |
|                |                                                                                   |

|  | Eutrichocheles brocki   |
|  |                         |
|  | Eutrichocheles modestus |
|  |                         |